# Alexandromys sachalinensis
Alexandromys sachalinensis is een zoogdier uit de familie van de Cricetidae. De wetenschappelijke naam van de soort werd voor het eerst geldig gepubliceerd door Vasin in 1955.